# Lista akwariów i oceanariów w Polsce
Samodzielnie instytucje:
1. Gdynia: Akwarium Gdyńskie
2. Kraków: Aquarium i Muzeum Przyrodnicze PAN
3. Łódź: Akwarium w Łodzi
4. Hel: Fokarium w Helu
5. Chrusty (województwo świętokrzyskie): Kompleks Świętokrzyska Polana (Oceanika)

W ramach struktur innych instytucji:
1. Kraków: w ramach egzotarium krakowskiego zoo[1]
2. Poznań: w ramach Palmiarni Poznańskiej[2]
3. Warszawa: w ramach warszawskiego zoo
4. Wrocław: akwarium[3] i Afrykarium[4] w ramach wrocławskiego zoo
5. Łódź: Orientarium na terenie zoo w Łodzi[5]

Tymczasowe – mobilne:
1. Międzyzdroje: Oceanarium na Promenadzie Gwiazd (otwarte w dniu 1 kwietnia 2011)[6]
2. Szczecin: Oceanarium przy Muzeum Narodowym w Szczecinie[7][6] (od 2009 do 2011 r., przeniesione z Warszawy)
3. Warszawa: Oceanarium w Centrum Handlowym Blue City[8] (od 2007 do 2008 r., następnie przeniesione do Szczecina).